# Nucia speciosa
Nucia speciosa är en kräftdjursart som beskrevs av James Dwight Dana 1852. Nucia speciosa ingår i släktet Nucia och familjen Leucosiidae. Inga underarter finns listade i Catalogue of Life.